# Автопортрет с родителями, братьями и сёстрами
«Автопортрет с родителями, братьями и сестрами» («Семейный портрет») — картина фламандского художника Якоба Йорданса из собрания Государственного Эрмитажа.
На картине изображены родители художника — его отец, антверпенский торговец льняными товарами Якоб Йорданс Старший, и мать Барбара ван Волсхатен; слева сам художник с лютней в руках и семеро его братьев и сестёр: на первом плане мальчики-двойняшки Абрахам и Исаак (один из них гладит собаку); девочка на коленях у матери — Елизавета; молодая женщина слева от Барбары ван Волсхатен — Мария; рядом с ней — Анна; девочка, выглядывающая из-за плеча матери — Екатерина; ребёнок справа от отца — Магдалина. Трое путти, парящие над семьёй, символизируют души ещё трёх сестер художника, умерших в раннем детстве.
Картина была написана около 1615 года, и ряд исследователей считают, что поводом для её создания послужило принятие Йорданса в гильдию Святого Луки. Картина долгое время оставалась в семейной собственности, затем оказалась в коллекции Генри Бентинка, герцога Портлендского, у которого её приобрёл Роберт Уолпол. В 1778 году наследниками Уолпола всё собрание картин было продано императрице Екатерине II, и с 1779 года картина находится в Эрмитаже.
Рентгеноскопическое исследование картины в реставрационных мастерских Эрмитажа показало, что работа над картиной велась в два этапа. Основной объём работы был сделан около 1615 года, однако в конце 1630-х — начале 1640-х годов Йорданс внёс в картину ряд изменений. Так, двое мальчиков на переднем плане изначально были изображены обнажёнными. В правом нижнем углу на месте лохани с бутылками находился сидящий кот. Отец художника стал поднимать руку со стаканом, которой в первоначальной версии вообще не было видно. Также изменены и другие детали картины.
В собрании Уолпола картина считалась портретом Рубенса, Изабеллы Брант и их детей; с этой же атрибуцией картина долгое время числилась и в Эрмитаже (за исключением рукописного каталога 1797 года, где она атрибутирована верно — «Семья Йорданса», но без какой-либо аргументации). Впервые предположение, что на картине изображена семья Йорданса, высказал Верту, который ещё в 1722 году видел её в замке Уолпола Хоутон-холл; однако это мнение прошло незамеченным.
В 1861—1862 годах немецкий искусствовед Густав Фридрих Вааген проводил исследования собрания картин Эрмитажа, в том числе и этой картины. В 1864 году он опубликовал свой обобщающий труд, где подверг сомнению утверждение, что на картине изображено семейство Рубенса. С этого времени картина в каталогах Эрмитажа числилась под названиями «Фламандское семейство в саду», «Семейный обед», «Семейная пирушка».
С начала XX века было сделано несколько попыток идентифицировать изображённых; ряд исследователей сочли, что на картине запечатлена семья учителя и тестя Йорданса Адама ван Ноорта, причём уже тогда было определено, что молодой человек с лютней — сам Йорданс. Окончательная идентификация персонажей картины была сделана в 1940 году Хелдом.
Составители научного каталога фламандской живописи в собрании Эрмитажа Н. П. Бабина и Н. И. Грицай считают, что картина была написана под явным влиянием алтарного образа работы Рубенса 1605 года «Обрезание», находящегося в церкви Сант-Амброджо в Генуе, эскиз которой Рубенс привёз с собой из Италии; этот эскиз хранится в Академии художеств в Вене.
Заведующая сектором живописи XIII—XVIII веков отдела западноевропейского искусства Государственного Эрмитажа Н. И. Грицай, описывая картину, отмечала:

Йорданс как бы погружает зрителя в атмосферу гармонии и согласия, в которой живут его герои, внушает ему впечатление неразрывной связи, объединяющей их. И этой цельности общего впечатления художник достигает, группируя персонажей вокруг одного центра так, что они оказываются сплочёнными воедино. Позы, жесты, взгляды героев картины ритмически согласованы друг с другом и обусловлены той ролью, которая отведена каждому из них в картине.